# RAID: Shadow Legends
RAID: Shadow Legends est un jeu free-to-play pour mobile, développé et édité par Plarium pour les appareils Android, iOS et PC qui est sorti en 2019.

## Système de jeu
RAID: Shadow Legends est un jeu de rôle et de collection au tour par tour prenant place dans un univers de fantasy. Il propose plus de 300 champions issus de 16 factions à collectionner, appartenant à 15 classes uniques de personnages, dont divers humanoïdes, elfes, orcs, hommes-lézards et morts-vivants.
Le jeu se déroule dans le royaume de Téléria, asservi par le Sombre Seigneur Siroth. Les joueurs endossent l’habit d’un ancien guerrier télérien ressuscité pour vaincre le Sombre Seigneur et rétablir paix et harmonie sur le territoire. Les joueurs doivent lever une armée pour combattre dans des cadres variés, à savoir châteaux, donjons, déserts et temples, défendus par des ennemis pouvant se transformer en alliés. Tout au long du jeu, les joueurs accumulent des Éclats, réceptacles contenant les âmes d’anciens guerriers. Il existe quatre types d'Éclats possédant différentes propriétés.
Le jeu repose principalement sur une campagne solo (PvE) de 12 niveaux dévoilant l’intrigue. Chaque niveau se compose de sept étapes, avec trois niveaux de difficulté. La campagne JcE est interconnectée avec un élément multijoueurs (PvP) permettant de déterminer le classement des joueurs. Chacun des 300 personnages à collectionner affiche des animations uniques par capture de mouvement permettant de créer des traits de caractère et des personnages distincts.
L’histoire a été écrite par Paul C.R. Monk, un auteur nommé pour les récompenses du syndicat des scénaristes américains (Writers Guild of America) , et le jeu adopte un style artistique occidental, avec des personnages réalistes, dans un cadre inspiré de la dark fantasy en vue de créer une atmosphère sombre.

## Accueil
RAID: Shadow Legends a été globalement bien reçu, Pocket Gamer soulignant « l’excellence graphique », les personnages « admirablement rendus et animés », ainsi qu’une « expérience généreuse pour les nouveaux joueurs ». Gamezebo loue le fait que le jeu ait remplacé « les visuels traditionnels de type anime par une apparence plus réaliste de dark fantasy », avant de poursuivre en évoquant « l’expérience vraiment épatante, avec des animations d’attaques et des effets environnementaux faisant partie des meilleurs jamais vus dans le genre jusqu’ici ». Le journal autrichien Heute affirme que le système de jeu est parfait pour les plateformes mobiles, tout en restant suffisamment complexe pour satisfaire les amateurs de jeux de rôle hardcore. Dans sa critique, BlueStacks loue également les graphismes : « Les animations sont tout simplement spectaculaires, offrant une qualité rarement vue dans ces jeux », avant de conclure que « les joueurs qui apprécient le combat de genre fantasy avec une approche plus réaliste, similaire à celle du Seigneur des Anneaux, prendront certainement du bon temps sur Raid: Shadow Legends ».
Il fait cependant l'objet des critiques que reçoivent couramment les jeux ayant des mécaniques de gacha, à savoir la tendance au pay-to-win, terme qualifiant les jeux vidéo incitant à l'achat d'éléments au sein du jeu afin de disposer d'avantages significatifs par rapport à ceux de leurs adversaires ne payant pas. Ainsi, le site internet sud-africain Hypertext spécialisé dans la technologie indique que le jeu « est envahi par les micro-transactions », ajoutant qu'il était « ennuyant, même pour un jeu au tour par tour ». Heute ajoute lui aussi que « malheureusement, comme si souvent, les appels constants à des achats intégrés gâchent quelque peu le plaisir ». Ces critiques se retrouvent aussi particulièrement chez les avis d'utilisateurs sur des agrégateurs de notes tels que Metacritic ou des sites de référence spécialisés dans la critique de jeux vidéo tels que Jeuxvideo.com. Peu de médias de référence dans le domaine ont cependant réalisé de critique sur le jeu, malgré sa popularité et ses plus de 10 millions de téléchargement sur Android, sur lequel il dispose d'une note supérieure à 4 étoiles sur 5 en mai 2020.
La campagne publicitaire du jeu sur la plateforme YouTube, à travers le sponsoring massif de vidéastes de toutes origines géographiques et d'expressions linguistiques différentes, lui a permis de se populariser très rapidement dans les communautés d'internautes. Ainsi, il est possible de voir, parmi les communautés de YouTube ou de Reddit, des références à l'envergure de la campagne marketing, comparable à celle de NordVPN sur la même plateforme YouTube,. Certains vidéastes refusent cependant de réaliser des publicités pour ce jeu mobile en raison de l'éthique de son modèle économique. En effet, le mécanisme de loot box, qui connait une régulation voire une interdiction croissante en Europe (il est notamment interdit en Belgique, et aux Pays-Bas), est susceptible de créer chez certains joueurs des mécanismes d'addiction comparables à ceux connu dans les casinos,,.